# Orinocodelfin
Der Orinocodelfin (Inia humboldtiana) ist eine der vier in Südamerika verbreiteten Arten der Amazonas-Flussdelfine. Er kommt im nördlichen Südamerika im Einzugsgebiet des Orinocos in Venezuela und im östlichen Kolumbien vor. Neben dem Orinoco wurden die Tiere in den Flüssen Río Meta, Río Arauca, Río Casanare, Río Bita, Río Vichada, Río Tomo, Río Tuparro, Orinoco, Río Guaviare, Río Guayabero, Río Inírida, Río Atabapó, Río Apure, Río Guanare, Río Guárico, Río Cinaruco und Río Caura nachgewiesen.

## Merkmale
Der Orinocodelfin ist äußerlich kaum vom Amazonasdelfin (Inia geoffrensis) zu unterscheiden. Er bleibt allerdings in den meisten Fällen ein wenig kleiner und erreicht eine Länge von 184 bis 214 Zentimeter. Die Schädel beider Arten unterscheiden sich jedoch deutlich. Der Schädel des Orinocodelfins ist kleiner, die Basis des Oberkiefers ist beim Orinocodelfin schmaler als beim Amazonasdelfin, die Schnauze ist im Verhältnis zum übrigen Schädel kürzer und die Melone ist mehr ausgeprägt.

## Lebensraum und Lebensweise
Im Río Cinaruco im venezolanischen Bundesstaat Apure wurde die Lebensweise der Art in einem 20 km langen Flussabschnitt genauer untersucht. Die Tiere wurden am meisten bei fallendem Wasserstand und am seltensten bei steigendem Wasserstand gesehen. Sie halten sich oft in der Nähe von Felsen, Sandbänken und Einmündungen von Nebenflüssen auf, selten in Nebenarmen. Meist sah man zwei Exemplare zusammen. Jungtiere wurden zuerst am Ende der Trockenzeit gesichtet mit zunehmender Häufigkeit von Sichtungen während der frühen Regenzeit. In dem untersuchten Gebiet wurden 161 Fischarten gefunden. Im Magen eines tot aufgefundenen Orinocodelfins fand man 15 Fische sowie 25 Fadenwürmer (Parasiten). Die Fische hatten eine Länge von 4 bis 11,7 Zentimeter. Darunter waren ein Sägesalmler, ein Salmler, ein Wels und zwei Barbensalmler.

## Systematik
Der Orinocodelfin wurde 1977 durch Giorgio Pilleri und Margarete Gihr als eigenständiges Taxon beschrieben und dem Amazonasdelfin als Unterart zugeordnet. Seit die abweichende Schädelmorphologie genauer untersucht wurde, und da molekulare Studien bestätigt haben, dass beide Taxa genetisch unterschiedliche Einheiten darstellen, wird er zunehmend als eigenständige Art angesehen. Durch nur während der jährlichen Hochwassersaison passierbare Stromschnellen im Río Casiquiare, dem Verbindungsfluss zwischen Orinoco und dem Stromgebiet des Amazonas, ist der Orinocodelfin vom Verbreitungsgebiet des Amazonasdelfins weitgehend isoliert. Zu einer wirksamen reproduktiven Trennung beider Arten kam es wahrscheinlich vor etwa 1,25 Millionen Jahren.

## Gefährdung
Die IUCN unterscheidet die Arten der Gattung Inia nicht voneinander und schätzt den Bestand der Gesamtpopulation als stark gefährdet (Endangered) ein.